# Michael Burkart
Michael Burkart (* 27. Juli 1960 in Singen (Hohentwiel)) ist ein deutscher Botaniker.
Burkart ist der Sohn eines Gärtners. Er erlernte von seinem Vater den Gärtnerberuf, bevor er studierte und die wissenschaftliche Laufbahn einschlug. 1998 wurde er an der Universität Potsdam über Die Grünlandvegetation der unteren Havelaue promoviert.
Burkart ist am Institut für Biochemie und Biologie der Universität Potsdam tätig und ist Kustos des dortigen Botanischen Gartens. Er führt seit mehreren Jahren botanische Exkursionen durch. Burkart widmet sich vor allem der Vegetation von Wiesen, Weiden und Steppen.
Burkart war als fachlicher Berater bei der deutschen Ausgabe des botanischen Werkes Botanica tätig.

## Publikationen (Auswahl)
Selbständige Titel
- Die Grünlandvegetation der unteren Havelaue in synökologischer und syntaxonomischer Sicht (1998; zugleich Dissertation)
- Molinio-Arrhenatheretea (E1). Kulturgrasland und verwandte Vegetationstypen. Teil 2: Molinietalia. Futter- und Streuwiesen feucht-nasser Standorte und Klassenübersicht Molinio-Arrhenatheretea. Reihentitel: Synopsis der Pflanzengesellschaften Deutschlands, Band 9 (2004; mit H. Dierschke, N. Hölzel, B. Nowak, T. Fartmann)

Aufsätze
- M. Burkart, V. Kummer, W. Fischer: Floristische Neu- und Wiederfunde im Gebiet der Unteren Havel. In: Mitt. Flor. Kartierung Halle 20 (1995), S. 24–36.
- V. Kummer, M. Burkart: Die Flora der Stromtalwiesen an der Unteren Havel und andere botanische Besonderheiten. In: Landesanstalt f. Großschutzgebiete (Hrsg.): Havelreport I (1996), S. 30–39
- M. Burkart, A. Hinrichsen, M. Kühling, S. Oehlschlaeger, D. Wallschläger, G. Wiegleb, S. Wolters: Einführung: Offene Sandlandschaften Mitteleuropas, Truppenübungsplätze und Naturschutz. In: K. Anders (Hrsg.), J. Mrzljak (Hrsg.), D. Wallschläger (Hrsg.), G. Wiegleb (Hrsg.): Handbuch Offenlandmanagement am Beispiel ehemaliger und in Nutzung befindlicher Truppenübungsplätze. S. 1–23. (Springer) Berlin, Heidelberg, New York, 2004.